# Drametse Ngacham
Drametse Ngacham, que significa «danza de máscaras de los tambores de Drametse, es una danza sagrada que se realiza en el pueblo de Drametse en el este de Bután. Se practica dos veces al año durante el festival local, que tiene lugar en el quinto y décimo mes del calendario butanés. El monasterio Ogyen Tegchok Namdroel Choeling organiza el baile en honor a Gurú Rinpoche, un maestro budista del siglo VIII.

## Ejecución
Una representación de la danza presenta dieciséis bailarines enmascarados y diez músicos. Los bailarines visten túnicas monásticas y máscaras de madera con rasgos de animales, tanto reales como míticos. Los músicos tocan platillos, trompetas y tambores —incluido el bang nga, un gran tambor cilíndrico, el lag nga, plano y circular de mano, y el nga chen, un tambor golpeado con una baqueta doblada—. Primero realizan un baile de oración en el soeldep cham, el santuario principal, antes de aparecer uno por uno en el patio del monasterio. La danza tiene dos partes: una tranquila y contemplativa para representar a las deidades pacíficas, y una parte rápida y atlética para los dioses iracundos.
Las representaciones de esta danza se llevan a cabo desde alrededor del siglo XVI. A finales del siglo XIX la práctica comenzó a extenderse a otras partes de Bután. Hoy en día, se acerca a convertirse en una especie de baile nacional para el país, que representa la identidad de la nación butanesa.

## Estado de conservación

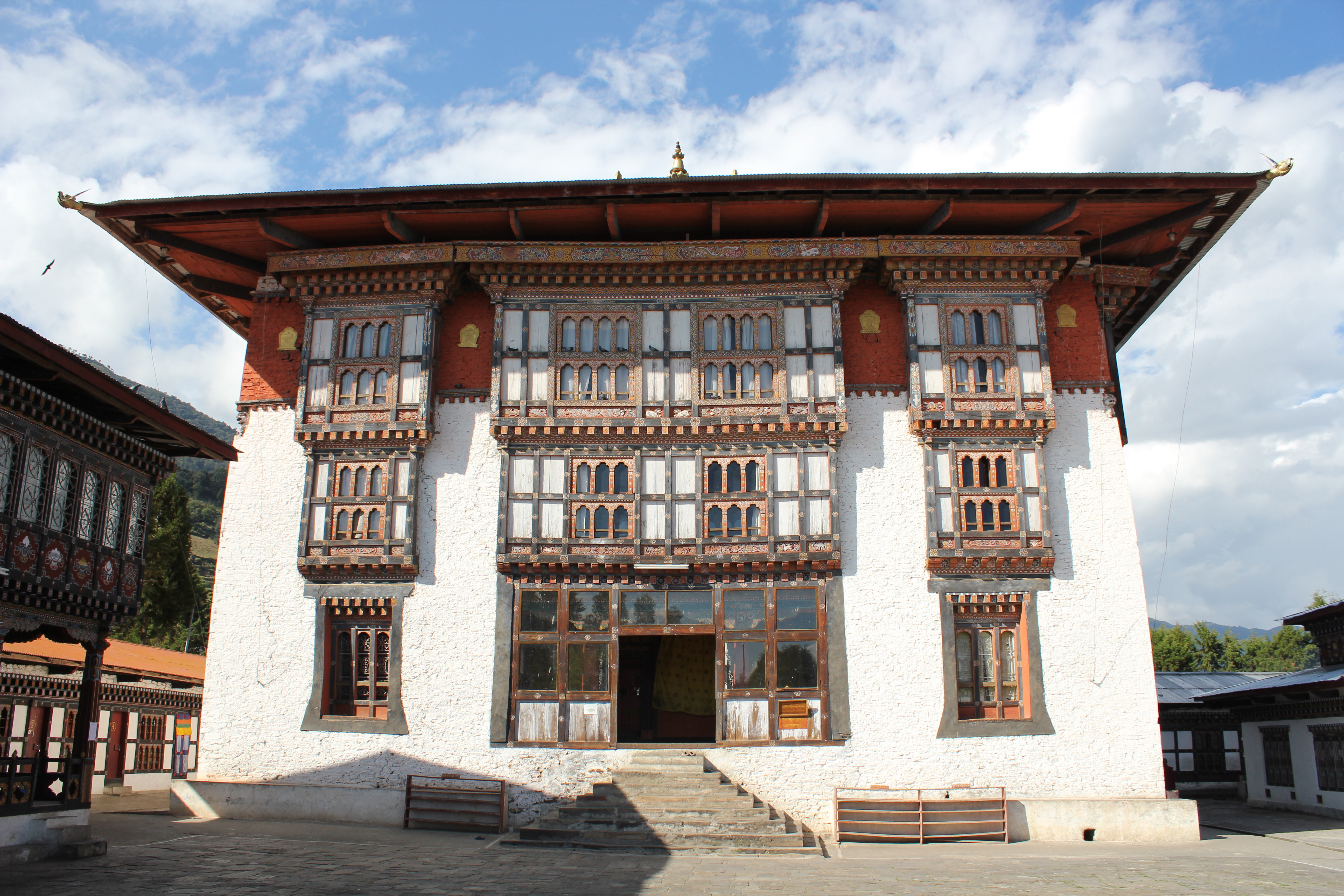
El edificio del templo Drametse, donde se celebra la danza.

La danza fue inscrita en la Lista Representativa del Patrimonio Cultural Inmaterial de la Humanidad de la Unesco en 2008, aunque fue proclamada originalmente en 2005. Esta señala que «el número de practicantes está disminuyendo debido a la falta de tiempo de ensayo, la ausencia de un mecanismo sistemático para formar y honrar a los bailarines y músicos y la paulatina disminución del interés entre los jóvenes».
El Instituto de Estudios de Lengua y Cultura de la Real Universidad de Bután coordinó e implementó un proyecto para preservar y promover la danza. Fue financiado por el Fondo Fiduciario Japonés para la Salvaguardia del Patrimonio Cultural Inmaterial, a través de la Unesco. Implicó fortalecer las capacidades formativas del monasterio, recopilar la documentación existente, grabar vídeos de la danza, investigar su historia y realizar actividades de promoción. El resultado del proyecto fue un libro sobre la danza escrito en inglés y dzongkha y una película que lo acompaña.